# Stormyrberget
Stormyrberget är ett naturreservat i Gagnefs kommun i Dalarnas län.
Området är naturskyddat sedan 1998 och är 51 hektar stort. Reservatet omfattar Stormyrbergets östbrant samt större delen av Stormyran och består av granskog.